# 로이 헤링
로이 헤링(Loy Hering, 1484/1485년 ~ 1564년 6월 1일)은 독일의 르네상스 조각가이다.
소조각을 특기로 하고 있었으나, 한편으로는 <성 위리발트 기념상>과 같은 르네상스적인 조화·위용이 넘치는 기념비적인 작품도 남기고 있다.